# Роберт Лај
Роберт Лај (  /ˈlaɪ/; Нидербрајденбах, 15. фебруар 1890 — Нирнберг, 25. октобар 1945) је био нацистички политичар, челник „Дојче арбајтсфронта“.
Рођен је у сиромашној породици, али је постао доктор хемије. Све до 1924. године није знао за нацизам, а онда је дошло суђење Адолфу Хитлеру. Пре него што се придружио нацистима радио је у ИГ Фарбену одакле је отпуштен због алкохолизма. Након доласка Хитлера на власт сви синдикати су распуштени и уједињени у ДАФ (Немачки раднички фронт), организацију сличну синдикату која је деловала за време нациста; Лај је постављен за вођу.
Увео је многе реформе, шаљући раднике на одморе у земљи, учвршћујући плате.
Након слома Трећег рајха покушао је да побегне, али је ухваћен и спроведен у Нирнберг. Лај се обесио у својој ћелији непосредно пре почетка суђења.